# Sinningia gesneriifolia
Sinningia gesneriifolia är en tvåhjärtbladig växtart som först beskrevs av Johannes von Hanstein, och fick sitt nu gällande namn av Clayberg. Sinningia gesneriifolia ingår i släktet Sinningia och familjen Gesneriaceae. Inga underarter finns listade i Catalogue of Life.